# Serixiomimus flavus
Serixiomimus flavus là một loài bọ cánh cứng trong họ Cerambycidae.